# Alfredo Bertone
Pour les articles homonymes, voir Bertone.
Alfredo Bertone, né à Naples le 25 février 1893 et mort à Liège le 15 mars 1927, est un acteur italien.

## Biographie
Alfredo Bertone débute jeune à la Vesuvio Films où il interprète uniquement des rôles de figurant, puis rejoint la société Ambrosio Film de Turin, où il commence en 1913 dans deux films de la série Griffard. Il interprète une quarantaine de films, pour la plupart des drames et comédies. De 1916 à 1918, il est militaire sur le front de guerre.
À la fin du conflit, il reprend son activité d'acteur et dans les années 1920, à cause de la crise du cinéma italien, il travaille aux États-Unis, en France et en Allemagne.
Il est mort à Liège en 1927, assassiné par pistolet par une de ses amantes. Il était marié à l'actrice Elena Lunda.

## Filmographie  partielle
- 1913 : Agenzia Griffard de  Vitale De Stefano
- 1913 : Gli artigli di Griffard de Vitale De Stefano
- 1913 : Le avventure straordinarissime di Saturnino Farandola de Marcel Fabre
- 1913 : Michele Perrin d'Eleuterio Rodolfi
- 1914 : Il dottor Antonio d'Eleuterio Rodolfi
- 1915 : Sul limite del Nirvana de Vittorio Rossi Pianelli
- 1915 : Beffa di Satana de Telemaco Ruggeri
- 1919 : L'onore della famiglia d'Edoardo Bencivenga
- 1919 : Il mare di Napoli de Carmine Gallone
- 1919 : Il gorgo fascinatore de Mario Caserini
- 1920 : Per un figlio de Mario Bonnard
- 1920 : La casa in rovina d'Amleto Palermi
- 1920 : Cosmopolis de Gaston Ravel
- 1920 : Colei che si deve sposare de Camillo De Riso
- 1920 : La lettera chiusa de Guglielmo Zorzi
- 1920 : La complice muta de Livio Pavanelli
- 1920 : Principessa misteriosa de Herbert Brenon
- 1920 : Finalmente mio!... de Gian Orlando Vassallo
- 1920 : Una donna, una mummia, un diplomatico de Camillo De Riso
- 1921 : Smarrita! de Giulio Antamoro
- 1921 : La morte piange, ride e poi... de Mario Bonnard
- 1921 : Don Carlos de Giulio Antamoro
- 1922 : La gabbia dorata de Telemaco Ruggeri
- 1922 : La seconda moglie d'Amleto Palermi
- 1922 : Fatale bellezza de Gaston Ravel
- 1922 : La peccatrice senza peccato d'Augusto Genina
- 1922 : Il segreto della grotta azzurra de Carmine Gallone
- 1923 : La Venere nera de Blaise Cendrars
- 1923 : La donna e l'uomo d'Amleto Palermi
- 1923 : Satanica de Stagno Bellincioni
- 1923 : The White Sister de Henry King
- 1924 : Il pane altrui de Telemaco Ruggeri
- 1924 : Romola de Henry King